# 福富正実
福冨 正実（ふくとみ まさみ、1930年1月3日 - 1997年8月7日) は、日本のマルクス経済学者。

## 略歴
山口県出身。京都大学経済学部卒、同大学院博士課程満期退学。山口大学助教授をへて、阪南大学経済学部教授を務めた。

## 著書
- 『共同体論争と所有の原理 資本論体係と広義の経済学の方法』未来社 1970
- 『日本マルクス主義と柳田農政学 日本農政学の伝統と封建論争1』未来社 1978
- 『アジア的生産様式と国家的封建制 日本史の時代区分と経済的社会構成体論争に関連して 』阪南大学叢書 創樹社 1981
- 『経済学と自然哲学 人類世代の永続と自然と文化のためのマルクス主義地代論の構築をめざして』（社会科学選書）世界書院 1989

### 共編著
- 『早川二郎著作集』全4巻 加藤喜久代共編 未来社 1977-86
- 『社会主義と共同占有 「個人的所有の再建」論争と甦るマルクス・エンゲルス』(阪南大学叢書）田口幸一共著 創樹社 1984

### 翻訳
- 『ゲルマン共同体の基本構造 階級社会への移行の多様性と封建制度の成立』(ソビエト史学叢書）国本哲男共訳編 有斐閣 1960
- 『資本主義への移行論争』山岡亮一共訳編 三一書房 1963
- サプルイキン『イギリス農業革命と農民運動』社会科学ゼミナール 未来社 1966
- コスミンスキー『イギリス農業史とロシア学派』社会科学ゼミナール 未来社 1969
- 『アジア的生産様式論争の復活 世界史の基本法則の再検討』編訳 未来社 1969
- B.M.ラブロフスキー『近代イギリス土地制度史と地代論 原蓄期における貨幣地代の発展法則と農民層分解』未来社 1972
- 『前資本主義的構成体の諸問題 世界史の基本法則の再検討 1』一柳俊夫共編訳 未来社 1982

## 論文
- <福富正実